# Matteo Rinaldi
Matteo Rinaldi (Monte Sant'Angelo, 10 novembre 1935 – Foggia, 16 giugno 2003) è stato un calciatore italiano, di ruolo centromediano.

## Caratteristiche tecniche
Per la sua notevole fisicità, venne soprannominato la "roccia del Gargano".

## Carriera
Per due stagioni, dal 1955 al 1957, non fu mai schierato in campo dalla squadra in cui crebbe, il Foggia, prima di passare in prestito per un anno allo Squibb di Roma. Tornato al Foggia — all'epoca noto come Foggia & Incedit —, divenne una delle colonne dei satanelli degli anni 1960, e suo fu il primo gol rossonero in Serie A, in Fiorentina-Foggia & Incedit (3-1) del 13 settembre 1964. Dopo 237 partite con la maglia dei pugliesi, chiuse la carriera alla Maceratese nel 1969.
Dopo il ritiro dal calcio si è dedicato alla vendita di bibite e di bombole del gas. Dal 2008 viene assegnato il "Memorial Matteo Rinaldi". Il giornalista Simone Perdonò ha scritto la sua biografia.

## Palmarès
- Campionato italiano Serie C: 2

Foggia & Incedit: 1959-1960 (girone C), 1961-1962 (girone C)